# Karabin maszynowy Valmet M62
Valmet M62 – fiński ręczny karabin maszynowy.
W 1954 roku do uzbrojenia armii fińskiej przyjęto Kevyt Konekivääri malli 1954 czyli sowiecki rkm RPD. Ten skonstruowany pod koniec II wojny światowej karabin maszynowy był konstrukcją nieudaną, pomimo kilkukrotnego przekonstruowania podatna na zacięcia.
Po kilku latach eksploatacji Finowie postanowili zastąpić KwKK 54 inną konstrukcją. W 1957 roku rozpoczęto prace nad nowa bronią. Budowa wewnętrzna projektowanej broni była wzorowana na przedwojennym czechosłowackim rkm-ie ZB26. W 1957 roku powstały pierwsze prototypy rkm-u. Ich próby trwały do 1962 roku. W 1966 roku nowy karabin został przyjęty do uzbrojenia jako Kevyt Konekivääri malli 1962.
KwKK 62 był produkowany przez firmę Valmet Oy. Karabin maszynowy KwKK 62 był oferowany na eksport jako Valmet M62. Poza Finlandią znalazł się na uzbrojeniu armii Kataru.

## Opis
KvKK 62 jest bronią samoczynną. Zasada działania oparta na odprowadzaniu części gazów prochowych przez boczny otwór lufy, z długim ruchem tłoka gazowego. KvKK 62 strzela z zamka otwartego. Zamek ryglowany przez przekoszenie.
KvKK 62 jest bronią zasilaną z taśmy ciągłej. Taśma magazynowana jest w skórzanym zasobniku mocowanym z prawej strony komory zamkowej.
Lufa zakończona szczelinowym tłumikiem płomienia, szybko wymienna. Do lufy zamocowany jest dwójnóg.
KvKK 62 wyposażony jest w łoże i chwyt pistoletowy. Kolba stała. Przyrządy celownicze mechaniczne (celownik krzywkowy z muszką), nastawy celownika 100–600 m co 100 m.